# Craig Charles
Craig Joseph Charles (ur. 11 lipca 1964 w Liverpoolu) – brytyjski aktor, prezenter radiowy i telewizyjny, komik, pisarz, poeta i DJ. Wystąpił w roli Davida „Dave’a” Listera w sitcomie BBC Two Czerwony karzeł (1988–1999, 2009, 2012, 2016–2020) i jako Lloyd Mullaney w operze mydlanej ITV Coronation Street (2005–2015).

## Życiorys
Pochodzi z wieloetnicznej rodziny. Jest najmłodszym z jedenaściorga rodzeństwa. Ukończył West Derby Comprehensive School i Childwall Hall College of Further Education. Mówi z charakterystycznym, północnoangielskim akcentem. Jako bardzo młody człowiek grał zawodowo w piłkę nożną, m.in. w klubie Tranmere Rovers.
Karierę artystyczną zaczynał w kabaretach poetyckich, gdzie prezentował pełne ironii wiersze własnego autorstwa. W ten sposób został dostrzeżony przez łowców talentów i zaczął być zapraszany do telewizyjnych programów satyrycznych.
W 1988 zaczął występować w serialu Czerwony karzeł, który dał mu międzynarodową rozpoznawalność. Występował w nim przez 11 lat, równocześnie grając gościnnie w wielu innych serialach. Pod koniec lat 90. stał się wziętym prezenterem telewizyjnych programów rozrywkowych i interaktywnych. Od 2005 jest także stałym członkiem obsady Coronation Street, jednej z dwóch głównych brytyjskich oper mydlanych. Od 2003 pracuje również w BBC 6 Music, gdzie prowadzi własną audycję poświęconą muzyce funk. W 2007 w brytyjskich kinach pojawiły się dwa filmy pełnometrażowe z jego udziałem: Clubbing to Death oraz Fated.
Charles dwukrotnie przebywał w areszcie. Po raz pierwszy w 1994, gdy został oskarżony o gwałt. W czasie pobytu za kratami został wtedy ugodzony nożem przez współwięźnia. Ostatecznie sąd uznał jednak stawiane mu zarzuty za niepoparte wystarczającymi dowodami. Po raz drugi został aresztowany w 2006 pod zarzutem posiadania twardych narkotyków (najprawdopodobniej kokainy – już wcześniej media donosiły o jego kłopotach z tą substancją). Szybko opuścił areszt za kaucją, zaś we wrześniu 2006 sprawa zakończyła się w trybie dobrowolnego poddania się karze. Został ukarany naganą (co w brytyjskim systemie prawnym pełni rolę zbliżoną do polskiej kary w zawieszeniu). 

## Filmografia
- 1960: Coronation Street – Lloyd Mullaney
- 1987: The Marksman – McFadden
- 1987: Business as Usual – Eddie
- 1988: Czerwony karzeł – 
  - David Lister,
  - Rimmer,
  - Spanners
- 1992: Ghostwatch – On sam
- 1997: Capitan Butler – Kapitan Butler
- 1999: The Colour of Funny – Keith Dennis
- 2002: EastEnders: Ricky and Bianca – Vince
- 2003: Ten Minutes – Mark
- 2006: Fated – Pedro

## Role głosowe
- 1988: Tor! Total Football
- 1993: Prince Cinders – Kot (głos)
- 1995: Asterix podbija Amerykę – Asterix (głos, brytyjski dubbing)
- 2001: Don't Walk